# Rose (Maupassant)
Rose est une nouvelle de Guy de Maupassant, parue en 1884.

## Historique
Rose est initialement publiée dans la revue Gil Blas du 29 janvier 1884, sous le pseudonyme Maufrigneuse, puis en 1885 dans le recueil Contes du jour et de la nuit.

## Résumé
Lors de la fête des fleurs à Cannes, Mme Margot et Mme Simone sont dans une voiture, la banquette remplie de fleurs. L'une se sent heureuse, comblée de joie. Alors que l'autre, ressent un besoin  d'amour, de n'importe qui ou de n'importe quoi. Mais son amie ne l'entend pas de cette oreille et préfère ne pas être aimée, « plutôt que d'être aimée par un valet », dit-elle. 
Puis s'engage une conversation sur l'amour que lui porta une femme de chambre, quatre ans plus tôt. Tout allait pour le mieux entre Mme Margot et son employée jusqu'au jour où un commissaire de police arriva. Il lui fit savoir qu'un dangereux criminel se cachait chez elle, sous le couvert d'un de ses employés. Stupéfaite, elle énumère ses valets, ses serviteurs, mais sans succès. Alors elle finit par désigner sa femme de chambre, mais par souci d'aller au fond des choses, sans y croire un seul instant. On fait appeler la femme de chambre. Le commissaire reconnaissant en elle l'individu recherché et l'arrête immédiatement. Il déclare même sa véritable identité : Jean-Nicolas Lecapet, condamné à mort en 1879 pour assassinat, précédé de viol. Mme Margot n'en croit pas ses oreilles, mais elle est obligée d'accepter les faits véridiques. Sur le coup, elle ne ressent aucune haine, mais plutôt une humiliation de femme.

## Éditions
- Rose, dans Maupassant, Contes et Nouvelles, tome II, texte établi et annoté par Louis Forestier, éditions Gallimard, Bibliothèque de la Pléiade, 1974  (ISBN 978 2 07 010805 3).
- Rose, de Maupassant, dans Boule de Suif et autres nouvelles, page 61 de Librio